# 장우 (신)
장우(莊尤, ? ~ 23년)는 신나라의 관료로, 자는 백석(伯石)이다. 지략이 뛰어난 자로, 광무제와 면식이 있어 그를 높이 평가하였다. 흔히 후한 명제를 피휘해 엄우(嚴尤)라 한다.

## 행적
시건국 2년(10년), 왕망은 흉노선우의 칭호를 항노복우(降奴服于)로 바꾸었다. 또 손건 등 열두 명을 장군에 임명하여 다섯 갈래로 나아가 흉노를 치게 하였는데, 이때 장우는 토예장군(討穢將軍)으로써 일원이 되어 주맥장군(誅貉將軍) 양준(陽俊)과 함께 어양에서 출격하였다.
시건국 4년(12년), 왕망은 고구려에게 흉노 정벌을 명하였으나, 고구려군은 듣지 않고 물러났다. 요서대윤 전담(田譚)이 제지하려 하였으나 고구려군에게 살해되었고, 노한 왕망은 고구려를 치려고 하였다. 장우는 고구려를 용서하라고 간하였으나, 왕망은 듣지 않고 장우에게 고구려 토벌을 명하였다. 장우는 고구려후 추(騶)를 죽이고 수급을 서울로 보냈고, 왕망은 기뻐하며 고구려를 하구려(下句麗)로 바꾸어 불렀다.
천봉 3년(16년) 7월, 일식이 일어났다. 대사마 진무는 책임을 물어 파면되었고, 무건백(武建伯) 장우가 후임이 되었다.
천봉 6년(19년), 왕망은 장우에게 흉노 토벌을 명하였다. 장우는 먼저 적미군을 토벌하여야 한다고 간하였으나, 왕망의 분노를 사 관작을 빼앗기고 고향으로 쫓겨났다.
지황 3년(22년), 납언장군 장우는 질종장군 진무와 함께 형주에서 일어난 반란군인 녹림군의 일파로 왕상·장앙·성단 등이 지휘하는 하강군(下江軍)을 물리쳤다.
지황 4년(23년), 녹림군의 일당인 용릉병의 유연군에게 육양(淯陽)에서 패한 장우는 진무와 함께 달아나 왕읍·왕심이 이끄는 주력부대와 합류하였다. 녹림군은 경시제를 추대하고 스스로 한나라(현한)라 일컫기에 이르렀다.
같은해 5월, 유연이 완(宛)을 침략하였다. 왕읍 등이 곤양(昆陽)을 먼저 치려 하니 장우는 유연을 먼저 물리칠 것을 주장하였으나, 왕읍 등은 듣지 않고 곤양을 계속 포위하였다. 또 곤양에서 농성하던 현한의 왕봉과 왕상이 투항하려 하였으나 왕읍은 받아들이지 않고 포위를 견고히 하였다. 장우는 전의를 잃은 적에게는 퇴로를 하나 만들어 주어야 한다고 간하였으나, 이 또한 받아들여지지 않았다. 결국 왕봉 등은 필사적으로 저항하였고, 그 사이에 완 또한 유연에게 빼앗기고 말았다. 6월에는 유수가 곤양을 빠져나가 원군을 데려왔고, 왕읍군은 크게 패하였다(곤양 전투).
초(譙)로 달아난 장우와 진무는 신나라를 저버리고 한의 장군을 칭하였다. 장우는 한나라가 부흥하여야 한다고 패군의 관리와 민중을 설득하였으나, 경시제에게 투항하지는 않았다.
경시 원년(23년) 8월, 여남에서 스스로 황제를 칭한 유성에게 진무와 함께 투항하였다. 장우는 대사마에, 진무는 승상에 임명되었다. 곧 경시제가 유사를 보내 공격하니 장우 등은 이를 물리쳤다. 그러나 10월, 뒤이어 침공한 유신에게 패하여 죽었다.